# Ernst Hunkel
Ernst Anton Hunkel (* 10. August 1885 in Lindenfels; † 1936) war ein deutscher völkisch-radikaler Lebensreformer und Schriftsteller.

## Leben
Der Lehrersohn Ernst Hunkel besuchte die Volksschule zu Lampertheim und wechselte Ostern 1897 auf das Großherzogliche Gymnasium in Worms bis zum Abitur 1904. Er studierte zuerst Geschichte und Germanistik in Bonn und Prag, bevor er ab 1905/06 an den Universitäten Berlin und Tübingen auf Staatswissenschaften wechselte. Ferner studierte er Statistik und Geschichte der Philosophie bis zur Promotion 1909 an der Universität Erlangen zum Dr. phil. über „Fürst Bismarck und die Arbeiterversicherung“. Hunkel war von 1904 bis 1924 Mitglied im Verein Deutscher Studenten Berlin und von 1905 bis 1925 Mitglied im Verein deutscher Studenten Saxonia Prag. Er leitete vor 1914 die Presseabteilung des Deutschen Ostmarkenvereins und war Generalsekretär der 1901 gegründeten Deutsch-Asiatischen Gesellschaft unter dem Präsidenten General Colmar von der Goltz. Ferner leitete er seit 1918 die anfangs in der Obstbau-Kolonie Eden herausgegebene lebensreformerische Zeitschrift „Neues Leben“ mit dem Zusatz „Monatsschrift für deutsche Wiedergeburt“ und den Jungborn-Verlag.
Hunkel verknüpfte lebensreformerische und freiwirtschaftliche Gedanken mit Deutsch-Gläubigkeit und nostalgischem Germanentum, das durch rassenbewusste Sippenpflege und ländliche Siedlungen wiedergeboren werden sollte. Mit seiner Ehefrau Margarete Hunkel, gen. Margart, (1887–1968) gründete er 1919 die Freiland-Siedlung Donnershag bei Sontra. Der Jungborn-Verlag wurde dorthin verlagert. Durch Landzukauf und Verpachtungen wurden 1920 Genossenschaftsbetriebe und Werkstätten sowie eine deutsche Herberge umgesetzt, um junge Landwirte für die gewünschte „viehlose“ Wirtschaft auszubilden. Gartenbau, Vieh- und Kleintierzucht wurden im „Lichtkleid“ betrieben. Bis zu 350 Menschen lebten zeitweise in der Siedlung, „frei von allen Hemmungen des Großstadtlebens, der Kulturgifte, des kapitalistischen Drucks“. Aufgenommen wurden nur „Männer und Frauen deutschen, d.i. germanischen Stammes“. Ein „deutscher Glaube“ war Vorschrift, ebenso eine vegetarische Lebensweise ohne Tabakgenuss, während Alkohol nach germanischer Art erlaubt war.
Eine völkische Besonderheit war das Bekenntnis zur Sippenpflege und rassischen Auslese. Ernst Hunkel hatte den 1911 von Otto Sigfrid Reuter gegründeten Deutschen Orden 1918 als „Kanzler“ übernommen, Margart parallel dazu 1917 eine „Deutsche Schwesternschaft“ gegründet als „Selbsthilfe deutscher Frauen und Mädchen zur Errettung von aller Rassen- und Volksentartung“. Ein Mittel dazu war die Mittgard-Mehrehe, die in der Tradition von Willibald Hentschel als „ungehemmte Gattennahme der Frau“ propagiert wurde. Nach heftigen inneren und äußeren Streitigkeiten mit der Dorfgemeinde (u. a. wegen Kuppelei) musste das Paar 1923 die Siedlung verlassen. Die Siedlung bestand noch ein Jahr weiter. Nach der erfolgreichen Währungsreform 1923 kamen keine neuen Siedler mehr.
„Jeden Donnerstag ist "Laube", abwechselnd vertraute, geschlossene und offene. Zwischendurch an Sonntag-Vormittagen Morgensprache, möglichst unter freiem Himmel. unter der Maleiche. Die Jahresfeste werden gemeinsam begangen. Geburt und Tod sind schon in der ersten Zeit zwischen uns getreten und haben die Teilnahme der Gemeinschaft gefordert. An einem Frühlings-Sonntage weihten wir unsere Gemeindelinde auf dem grünen Anger, der uns zu Spiel und Volkstanz, zu Gerwerfen und Bogenschießen dienen soll. Der Gildemeister sprach dabei mit erhobenem Hammer den Weihspruch.“ (Bericht von Ernst Hunkel, zit. n. Linse (1983), Dok. 87)
1926 gründete Hunkel die „Selbsthilfe der Arbeit“ innerhalb seiner „Schafferbewegung“ (gegen die Ausbeutung der „Raffer“) als freiwirtschaftliche Selbsthilfeaktion. Hunkel plädierte für den praktischen Kampf gegen Einzelprobleme wie Wohnungsnot durch Bausparkassen. Die Selbsthilfe der Arbeit gab Freigeld heraus, den WARA, der in Gaststätten und Hotels als Bezahlung galt. Hunkel breitete die Organisation auch nach Österreich aus und wirkte dort noch 1935.

## Schriften
- Fürst Bismarck und die Arbeiterversicherung, Junge, Erlangen 1909 [=Dissertation], repr. 2012, ISBN 978-5-88078-876-7 Google-online
- Herausgeber (1918–1924) der Zeitschrift Neues Leben
- Deutschland und die Polenfrage im Weltkriege, hrsg. v. Deutschen Ostmarken-Verein, Berlin 1916
- Deutsch-Ordens-Land. Ein Wille und ein Werk, Sontra 1921
- Selbsthilfe der Arbeit als Weg der Freiwirtschaftsbewegung zur politischen Macht, Jena, Bern 1926
- Margart Hunkel: Von deutscher Gottesmutterschaft, Sontra 1919

## Einzelbelege
1. ↑  Marc Zirlewagen: Biographisches Lexikon der Vereine Deutscher Studenten, Bd. 1: Mitglieder A–L. Norderstedt 2014, ISBN 978-3-7357-2288-1, S. 360–362, hier S. 360.
2. ↑   Jungborn-Verlag (Memento vom 18. August 2017 im Internet Archive)
3. ↑  Gründung der »Freilandsiedlung Donnershag« (»Deutsch-Ordens-Land«) bei Sontra, 1919. Zeitgeschichte in Hessen.  In: Landesgeschichtliches Informationssystem Hessen (LAGIS).
4. ↑  Beatrix Amon: Ländliche Siedlung und bündisches Leben in Waldhessen. Ein Projekt des Rasseideologen Ernst Hunkel in Donnershag bei Sontra (1919–1924). In: Eschweger Geschichtsblätter, Jg. 15 (2014), S. 77–86.
5. ↑  Bartsch: NWO-Bewegung

| Personendaten    | Personendaten                                                  |
| ---------------- | -------------------------------------------------------------- |
| NAME             | Hunkel, Ernst                                                  |
| ALTERNATIVNAMEN  | Hunkel, Ernst Anton (vollständiger Name)                       |
| KURZBESCHREIBUNG | deutscher völkisch-radikaler Lebensreformer und Schriftsteller |
| GEBURTSDATUM     | 10. August 1885                                                |
| GEBURTSORT       | Lindenfels                                                     |
| STERBEDATUM      | 1936                                                           |